# Серебренніков Борис Олександрович
Борис Олександрович Серебренніков (6 березня 1915, Холмогори — 28 лютого 1989, Москва) — радянський лінгвіст, фіно-угрознавець, академік (1984). Автор праць з проблем загального і порівняльно-історичного мовознавства, уральських, алтайських, індоєвропейських та фіно-угорських мов, зокрема мертвих. 

## Життєпис
Народився в адміністративному центрі Холмогорського повіту Архангельської губернії, місті Холмогори.
Працював у Серпуховській друкарні тресту «Мосполіграф», в 1931 — 1933 навчався на німецькому відділенні Московського інституту нових мов на перекладача. Закінчив класичне відділення літературного факультету Московського інституту філософії, літератури та історії (1940), отримав кваліфікацію викладача стародавніх мов і античної літератури. Учасник Німецько-совєцької війни.
У 1945 — 1948 навчався в аспірантурі на кафедрі порівняльної граматики індоєвропейських мов філологічного факультету МДУ ім. М. В. Ломоносова.
14 лютого 1949 захистив кандидатську дисертацію «Загальні питання теорії артикля і проблема семантики вживання артикля у давньогрецькій мові». Працював старшим викладачем на тій же кафедрі.
За протистояння марризму піддавався службовому тиску під час останньої марристської кампанії (1948 — 1950), був попереджений про звільнення з факультету на початку 1950.
Після цього Серебренніков, дізнавшись про дискусії навколо «Нового вчення про мову», розпочатої 9 травня, відправив свою різко критичну статтю під назвою «Про дослідницькі прийоми Марра» в газету «Правда», всерйоз не розраховуючи на публікацію. Стаття була надрукована 23 травня, а після того, як на боці противників «вчення» 20 червня виступив Сталін, Серебреннікова чекала швидка кар'єра.
У книзі «Проти вульгаризації і перекручення марксизму у мовознавстві. Зб. статей. Ч. 2» (М .: Вид. АН СССР, 1952), співредактором якої (разом з Віктором Виноградовим) був Серебренніков, центральне місце займає його розгромна стаття «Критика вчення М. Я. Марра про єдність глоттогонічного процесу» (с. 45-110), що перевершувала за обсягом інші матеріали збірника.
Серебренніков призначений заступником директора Інституту мовознавства АН СССР, а в 1953 обраний членом-кореспондентом Академії наук, ще не будучи доктором наук.
У 1956 захистив докторську дисертацію «Категорія часу і виду у фінно-угорських мовах пермської і волзької груп».
З 1960 по 1964 — директор Інституту мовознавства, потім завідувач сектором загального мовознавства в тому ж інституті.
У 1960 — 1970-х роках Борис Серебренніков, поряд з Олександром Матвєєвим, активно брав участь в дискусії про походження субстратної топонімії Російської Півночі, трактував дофінноугорський топонімічний субстрат (пізніше волго-Окський, за Косьменком, 1993) як спадщину племен індоєвропейців, що передували фіно-уграм.
Борис Серебренніков був видатним поліглотом. Дружина — лінгвіст-тюрколог Нінель Гаджиєва.
Помер 28 лютого 1989. Похований на Донському кладовищі в Москві.

### Дисертації
- Общие вопросы теории артикля и проблема семантики употребления артикля в древнегреческом языке. Дисс. … канд. филол. наук. М., 1949.
- Категория времени и вида в финно-угорских языках пермской и волжской групп. Дисс. … д. филол. наук. М., 1956.

### Монографії
Із загального мовознавства
- Об относительной самостоятельности развития системы языка. — М.: Наука, 1968. — 128 с.
- Вероятностные обоснования в компаративистике. — М.: Наука, 1974. — 352 с.
- О материалистическом подходе к явлениям языка. — М.: Наука, 1983. — 320 с.
- Роль человеческого фактора в языке: Язык и мышление. — М.: Наука, 1988. — 242 с.

З уралістики
- Категории времени и вида в финно-угорских языках пермской и волжской групп. — М.: Изд-во АН СССР, 1960. — 300 с.
- Историческая морфология пермских языков. — М.: Изд-во АН СССР, 1963. — 391 с.
- Историческая морфология мордовских языков. — М.: Наука, 1967. — 262 с.

З тюркських мов
- Сравнительно-историческая грамматика тюркских языков. — М.: Наука, 1986. — 284 с. (в соавт. с Н. З. Гаджиевой)

### Основні статті
- К вопросу о недостатках сравнительно-исторического метода в языкознании // Известия АН СССР. Отделение литературы и языка. 1950, № 3. С. 177—185.
- Об устойчивости морфологической системы языка // Вопросы теории и истории языка. М., 1952.
- Сравнительно-исторический метод и критика так называемого четырёхэлементного анализа Н. Я. Марра // Вопросы языкознания в свете трудов И. В. Сталина / под ред. В. В. Виноградова. — М.: Изд-во МГУ, 1952. — С. 245—288.
- К проблеме типов лексической и грамматической абстракции // Вопросы грамматического строя. М., 1955.
- Волго-Окская топонимика на территории европейской части СССР [Архівовано 15 листопада 2016 у Wayback Machine.] // Вопросы языкознания. 1955. № 6.
- О некоторых следах исчезнувшего индоевропейского языка в центре европейской части СССР // Lietuvos TSR mokslu akademijos Darbai. I. Vilnius, 1957. С. 69-72.
- О некоторых косвенных данных, свидетельствующих о древних юго-западных границах расселения народа коми. // Записки Удмуртского научно-исследовательского института истории, экономики, литературы и языка. Вып. 18. Ижевск, 1957.
- О методах изучения топонимических названий // Вопросы языкознания. 1959. № 6. — С. 36—50.
- О взаимосвязи языковых явлений и их исторических изменений // Вопросы языкознания. 1964, № 3.
- О ликвидации последствий культа личности Сталина в языкознании // Теоретические проблемы современного советского языкознания. М.: Наука, 1964. С. 109—113.
- О гидронимических формантах -ньга, -юга, -уга и -юг // СФУ. 1966, № 1.
- О потенциально возможных названиях рыб в субстратной гидронимике Русского Севера // СФУ. 1967.
- Всякое ли внешнее сопоставление недопустимо? // СФУ. 1968.
- К проблеме этнической и языковой принадлежности создателей гидронимики на -ым (-им) // NyK, LXX, 1. Budapest, 1968.
- К проблеме сущности языка // Общее языкознание. Формы существования, функции, история языка. М.: Наука, 1970. С. 9-95.
- Почему трудно разрешить проблему происхождения верхних слоёв севернорусской гидронимии? [Архівовано 29 вересня 2020 у Wayback Machine.] // Вопросы языкознания. 1970. № 1.
- Развитие человеческого мышления и структуры языка // Ленинизм и теоретические проблемы языкознания / отв. ред. Ф. П. Филин. М., 1970.
- Сводимость языков мира, учёт специфики конкретного языка, предназначенность описания // Принципы описания языков мира. М.: Наука, 1976. С. 7-52.
- Следует ли пренебрегать законами лингвотехники? // Литература. Язык. Культура. М.: Наука, 1986. С. 212—218.
- Язык отражает действительность или выражает её знаковым способом? // Роль человеческого фактора в языке: Язык и картина мира. М.: Наука, 1988. С. 70-86.
- Как происходит отражение картины мира в языке // Роль человеческого фактора в языке: Язык и картина мира. М.: Наука, 1988. С. 87-107.